# Bilibinsky (huyện)
Huyện Bilibinsky (tiếng Nga: Били́бинский райо́н) là một huyện hành chính tự quản (raion), của Khu tự trị Chukotka, Nga. Huyện có diện tích 176824 kilômét vuông. Trung tâm của huyện đóng ở Bilibino.